# 4leaf
포립(4leaf)는 대한민국 온라인 게임 개발사 소프트맥스가 만든 커뮤니티 온라인 게임이다. 2009년 4월 30일자로 서비스가 종료됐다.

## 발자취
- 2000년 3월 2일, 클로즈 베타 서비스 시작.
- 2000년 6월 2일, 오픈 베타 서비스 시작.
- 2001년 5월 18일, 게임 '주사위의 잔영' 정식 서비스 시작.
- 2003년 12월 15일, 웹 브라우저를 통한 방식으로 바뀌었다.
- 2004년 2월 12일, 포립 브라우저 서비스 종료.
- 2009년 4월 30일, 웹 서비스 종료

## 아바타
《룬의 아이들》의 등장인물들이 아바타로 등장한다. 남녀 각각 7명으로 구성되어 있으며, 웹 버전으로 바뀐 후 2명(남 1, 여 1)의 캐릭터가 추가되었다.
남자 캐릭터
루시안 칼츠, 보리스 진네만, 란지에 로젠크란츠, 조슈아 폰 아르님, 시벨린 우, 이자크 듀카스텔, 막시민 리프크네, 예프넨 진네만(웹 포립 전환이후 추가)
여자 캐릭터
이스핀 샤를, 티치엘 쥬스피앙, 클로에 다 폰티나, 나야트레이, 아나이스 델 카릴, 밀라 네브라스카, 벤야, 이솔렛(웹 포립 전환이후 추가)

## 게임

### 주사위의 잔영
창세기전 시리즈의 등장인물로 하는 게임이다. 차례대로 주사위를 굴려 골에 도착하는 사람이 우승한다. 전투는 창세기전 시리즈에 등장한 캐릭터를 활용하며, 기존 패키지 제품에서 주어졌던 캐릭터 카드와 상점에서 구매하는 방법으로 보유할 수 있다. 소프트맥스가 4LEAF 클라이언트 서비스를 종료하면서 함께 종료되었다.

### 드림체이서
새로운 인기를 얻고 있던 자동차 경주 게임을 본떠 4LEAF에서 제공

### 젤리삐워즈
크레이지 아케이드같은 2D게임으로써 테일즈위버 세계관과 4Leafs의 세계관을 바탕으로 한 맵과 캐릭터로 이루어진 게임이다.